# Быков, Александр Петрович
Алекса́ндр Петро́вич Бы́ков (13 [26] мая 1912, Москва — 1997) — советский художник.

## Биография
Окончил школу в 1927 году. С 1928 года расписывал стеклянные изделия в художественной артели «Древэлектро», а после его закрытия в 1930 году устроился на авторемонтный завод.
С 1932 году занимался живописью у художника Константина Юона.
С 1934 по 1938 годы учился в Художественно-педагогическом училище имени 1905 года у Николая Крымова, А. Чиркова, К. Морозова, Георгия Ряжского, после окончания которого работал в средней школе.
В 1939 году добровольцем ушёл на фронт в войне с финами, затем служил в кадровой армии.
В 1941 году в составе своей воинской части направлен в действующую армию Западного фронта. Закончил войну в составе 4-й Танковой армии. был награждён орденом Отечественной войны и медалями за боевые заслуги, за оборону Кавказа, за освобождение Праги, за взятие Берлина, за победу над Германией.
В ноябре 1945 года был демобилизован и вернулся к занятиям у Константина Юона.
В 1946 году вступил в Московский Горком художников, в 1950 году — в Московское товарищество художников.
С 1953 года кандидат в члены Союза художников СССР, а с 1957 года — его член.

## Участие в выставках
- 1947 — Выставка живописи и скульптуры. Москва
- 1947 — Персональная выставка. Москва
- 1948 — Выставка живописи и скульптуры. Москва
- 1949 — Выставка картин московских художников Москвы
- 1950 — Выставка живописи и скульптуры. Москва
- 1952 — Выставка картин московских художников. Москва
- 1954 — Всесоюзная художественная выставка. Москва
- 1955 — Всесоюзная выставка живописи московских художников. Москва
- 1955 — Выставка этюдов московских художников. Москва
- 1960 — Выставка « Советская Россия». Москва
- 1960 — Выставка произведений московских художников. Москва
- 1961 — Всесоюзная выставка живописи московских художников. Москва
- 1961 — Выставка произведений московских художников. Москва
- 1964 — Выставка «Москва — столица нашей Родины». Москва
- 1965 — Всесоюзная художественная выставка «На страже мира». Москва
- 1965 — Осенняя выставка московских художников. Москва
- 1966 — Выставка к 25-летию со дня разгрома немецко-фашистских войск под Москвой «Защитникам Москвы посвящается». Москва
- 1967 — Выставка «Художники Москвы 50-летию октября». Москва
- 1968 — Выставка произведений московских художников — ветеранов ВОВ. Москва
- 1969 — Выставка произведений московских художников — ветеранов ВОВ. Москва
- 1970 — Выставка к 100-летию со дня рождения В. И. Ленина. Москва
- 1970 — Выставка фондов Комбината живописных искусств
- 1973 — Осенняя выставка произведений московских художников. Москва
- 1976 — Выставка произведений московских художников, посвященная XXV съезду КПСС. Москва
- 1976 — Весенняя выставка произведений московских художников. Москва
- 1976 — Всесоюзная художественная выставка «Слава труду». Москва
- 1976 — Осенняя выставка произведений московских художников. Москва
- 1982 — Выставка произведений московских художников — ветеранов ВОВ